# Niccolò Falsetti
Niccolò Falsetti (Grosseto, 1º giugno 1987) è un regista e sceneggiatore italiano.

## Biografia
Nato nel 1987 a Grosseto, ha frequentato il liceo classico "Carducci-Ricasoli" e nel 2005 ha dato vita al gruppo street punk Pegs insieme all'amico e compagno di scuola Francesco Turbanti, entrando in contatto con la scena hardcore italiana. Dopo la laurea in forme e tecniche dello spettacolo presso l'Università degli Studi di Roma "La Sapienza", ha vissuto a Londra e Berlino, iniziando un percorso professionale da regista e sceneggiatore.
Dal 2010 lavora come membro del collettivo creativo ZERØ, realizzando documentari, cortometraggi, campagne pubblicitarie, progetti crossmediali, contenuti per il web e video musicali per artisti come Levante, Il Muro del Canto e Lucio Leoni. Con il collettivo ZERØ ha pubblicato il romanzo Forse cercavi per Mondadori (2014). Ha poi collaborato con i Manetti Bros. sia nel cinema che nella musica, lavorando come operatore sui film della trilogia di Diabolik e sulla serie televisiva L'ispettore Coliandro, oltre a essere co-regista dei video musicali di Duri da battere di Max Pezzali con Nek e Francesco Renga (2017) e La profondità degli abissi di Manuel Agnelli (2021).
Nel 2022 ha debuttato al cinema con il lungometraggio Margini, prodotto da dispàrte, Manetti Bros. e Rai Cinema, e scritto insieme all'amico Turbanti. Il film è stato presentato in concorso alla Settimana internazionale della critica della 79ª Mostra internazionale d'arte cinematografica di Venezia, dove ha vinto il premio del pubblico. L'anno successivo, Falsetti è stato candidato come miglior regista esordiente e per la miglior canzone originale (come autore del brano La palude) ai David di Donatello e ai Nastri d'argento.
Nel 2024 ha realizzato Dritti contro il cielo, documentario che racconta l'incontro tra il Centro Storico Lebowski, squadra di calcio fiorentina autogestita, e i giovani rifugiati palestinesi del campo di Shatila, a Beirut. Prodotto da Un Ponte Per e dal Centro Storico Lebowski, il film è stato presentato in apertura della quarta edizione di Sentiero Film Factory. In quello stesso anno, ha curato anche la regia della serie originale Netflix Il capo perfetto, insieme a Roan Johnson.
Nel 2025 termina le riprese del suo secondo lungometraggio, Caro mondo crudele.

## Filmografia

### Cinema
- Margini (2022)
- Dritti contro il cielo – documentario (2024)
- Caro mondo crudele (2026)

### Televisione
- Il capo perfetto – serie TV (2025)

## Opere letterarie
- Forse cercavi (con ZERØ), Mondadori (2014)
- Checkpoint, in Reflusso crossmediale, G. Perrone (2016)

## Riconoscimenti
- Mostra internazionale d'arte cinematografica di Venezia
  - 2022 – Premio del pubblico "The Film Club" alla Settimana internazionale della critica per Margini
- David di Donatello
  - 2023 – Candidatura al David di Donatello per il miglior regista esordiente per Margini
  - 2023 – Candidatura al David di Donatello per la migliore canzone originale (La palude) per Margini
- Nastri d'argento
  - 2023 – Candidatura al Nastro d'argento al miglior regista esordiente per Margini
  - 2023 – Candidatura al Nastro d'argento alla migliore canzone originale (La palude) per Margini
- Fabrique du Cinéma Awards
  - 2022 – Premio per la miglior opera prima per Margini
- Bobbio Film Festival
  - 2023 – Premio Gobbo d'oro per il miglior film per Margini